# Stretto Austriaco
Lo stretto Austriaco (in inglese Austrian Strait; in russo Австрийский пролив? Avstrijskij proliv) è uno stretto situato nell'arcipelago Terra di Francesco Giuseppe, in Russia. È parte del mare di Barents. Amministrativamente si trova nell'Oblast' di Arcangelo del Distretto Federale Nordoccidentale. 
Lo stretto è stato scoperto e nominato dal capo della spedizione austro-ungarica al polo nord Julius von Payer.

## Geografia
Lo stretto separa le parti orientali e centrali dell'arcipelago; divide le isole di Hall, Hayes e Wiener Neustadt (a ovest) dalla Terra di Wilczek e dalle isole del Komsomol (a est). Collega lo stretto di Berezkin (пролив Березкина) al mare di Barents. L'ingresso meridionale allo stretto è tra capo Frankfurt (sull'isola di Hall) e capo Hansa (sulla Terra di Wilczek). L'ingresso settentrionale è tra capo Tirolo (sull'isola Wiener Neustadt) e capo Geller (sulla Terra di Wilczek).
La lunghezza dello stretto è di 40 miglia per un minimo di 9 di larghezza all'entrata meridionale. La profondità conosciuta va dalle 12 alle 153 braccia.